# Storeria
Storeria – rodzaj węży z podrodziny zaskrońcowatych (Natricinae) w rodzinie połozowatych (Colubridae).

## Zasięg występowania
Rodzaj obejmuje gatunki występujące w Ameryce (Kanada, Stany Zjednoczone, Meksyk, Gwatemala i Honduras). 

## Systematyka

### Etymologia
- Storeria: David Humphreys Storer (1804–1891), amerykański lekarz, ichtiolog i herpetolog[7].
- Ischnognathus: gr. ισχνος iskhnos „cienki, chudy”; γναθος gnathos „żuchwa”[3]. Gatunek typowy: Tropidonotus dekayi Holbrook, 1842.
- Hemigenius: gr. ἡμι- hēmi- „pół-, mały”, od ἡμισυς hēmisus „połowa”[8]; γενυς genus „szczęka, żuchwa”[9]. Gatunek typowy: Hemigenius variabilis Dugès, 1888 (= Tropidoclonium storerioides Cope, 1866).

### Podział systematyczny
Do rodzaju należą następujące gatunki:
- Storeria dekayi (Holbrook, 1839)
- Storeria occipitomaculata (Storer, 1839)
- Storeria storerioides (Cope, 1866)
- Storeria victa O.P. Hay, 1892